# Peter Lindgren
Pour les articles homonymes, voir Lindgren.
 (octobre 2018).
Si vous disposez d'ouvrages ou d'articles de référence ou si vous connaissez des sites web de qualité traitant du thème abordé ici, merci de compléter l'article en donnant les références utiles à sa vérifiabilité et en les liant à la section « Notes et références ».
Peter Lindgren (né le 6 mars 1973 en Suède) est un guitariste, auteur-compositeur suédois. Il est principalement connu pour être l'un des fondateurs d'Opeth avec Mikael Akerfeldt. 

## Biographie
Il rejoint le groupe en 1991 à la base en tant que bassiste pour un concert, mais il finit par devenir membre officiel et passera à la guitare.
En mai 2007, Peter Lindgren annonce son départ d'Opeth à cause de la dureté et la rigueur de vie qui est celle d'un musicien en tournée. Cependant Akerfeldt et Lindgren déclarent tous deux que la séparation fut à l'amiable.
Les solos les plus réputés de Lindgren avec Opeth furent notamment le premier solo de Deliverance de l'album Deliverance, celui de When sur My Arms, Your Hearse et le dernier sur Beneath the Mire sur Ghost Reveries. 
Le 17 mai 2007, le site officiel d'Opeth annonce que Peter Lindgren vient de quitter le groupe et inclut une déclaration de sa part. Il fut remplacé par Fredrik Åkesson d'Arch Enemy.
Peter détient une maîtrise en physique mais également en philosophie. Il travaille actuellement comme consultant en informatique à Stockholm.

## Équipement
Il utilisait comme guitare une PRS (Custom 24), une Gibson Les Paul (Custom 1974) et une Gibson SG 1991. Il utilise un amplificateur Laney VH100R et un multi-effet BOSS GT-5.